# Lukáš Musil
Lukáš Musil (* 9. května 1984 Praha), známý i jako Musa, je český výtvarník a bývalý tatér. V mládí hrál na profesionální úrovni lední hokej. Žije v Praze a Budapešti.

## Sportovní kariéra
Svoji sportovní kariéru hokejového brankáře zahájil v 6 letech v HC Hvězda Praha. V roce 1999 (v 15 letech) ho angažoval extraligový hokejový klub Slavia Praha. Tři sezóny odehrál v české juniorské reprezentaci a od roku 2004 hrál nejvyšší českou hokejovou soutěž v HC Slavia Praha a HC Kladno. V roce 2006 (v 22 letech) svoji hokejovou kariéru z vlastního rozhodnutí ukončil.

## Tetování
Pro jeho tatérskou kariéru mělo iniciační význam setkání se známým slovenským tatérem působícím v Praze Peterem Bobkem, který první Lukáše Musila tetoval. Od roku 2009 se stal členem tetovacího studia Tribo Tattoo v Praze. Postupem času nalezl Musa vlastní cestu, na níž spojil tetování se zcela originálním výtvarným názorem. Výsledná podoba jeho tetování se postupně stala svébytným uměleckým dílem, které se zakládalo na dialogu mezi jeho originální tvůrčí představou a emocemi člověka, který ji přijímal za svou. Dominující liniovost Musova tetování se stala jeho autorským znakem. Definoval nový výtvarný styl. Byl jako jediný z českých tatérů prezentován na celosvětové tatérské výstavě v Musée du Quai Branly v Paříži. Od roku 2012 se tetováním zabývá pouze v konceptuální rovině.

## Volná výtvarná tvorba
Svoboda je klíčovým slovem pro Musilovo výtvarné uvažování. Absolutní svoboda před prázdným plátnem velkého rozměru je pro něj svobodou tvůrce, který není omezován žádnými vnějšími vlivy a je veden pouze vlastní obrazotvorností. Od dosti temných abstraktních pláten svého prvního tvůrčího období (2011–2014), zjevujících jakýsi chaos neorganizovaného světa a mysli, přešel od roku 2014 k stvoření vlastního universa, ne nepodobného Stvoření. Vznikající série velkoformátových obrazů, ve velké většině sprejů na plátně či kožence, zachycují Musilovy kreace ve stále jednodušším a jistějším gestu, které dává ožívat originálním bytostem z Musilova světa rostlin, zvířat i lidí. Musilův výtvarný výraz také jako by se vracel až kamsi na začátek, k prapodstatě, k prvopočátku, kdy zvířata znamenala pro člověka zdroj přežití, ale zároveň (a snad právě pro to) k nim vzhlížel s takřka nábožnou úctou. Zanechal pro to svědectví ve formě prvních výtvarných děl vůbec – nástěnných maleb v jeskyních. Stejně jako kdysi vedl dialog s klienty nad jejich tetováním, vede nyní symbolický, vnitřní rozhovor s bytostmi, které vznikají tahy jeho tužky, štětce nebo piksly se sprejem. Musil využívá kresbu, písmo, části textů, symboly – to vše spojuje v prostoru do svého charakteristického výrazu s akcentem linky, výrazu, který činí dojem neustálého chvění, vibrací, jenž ze znaku činí zprávu a ze sdělení inspiraci.

## Vybraná díla
- Shůry, 2017, 8 x 22,5 metru, olej, olejové pastely a spreje na barrisolu. Nástropní obraz výstavy v pražské Galerii Mánes
- Duchové, 2015, cyklus 10 sprejů na plátně, 300 x 200 cm
- Bestiář, 2016–2017, cyklus několika desítek obrazů, sprejů na barevné kožence, 130/140 x 200 cm

## Samostatné výstavy
- Azajtókzáródnak, 25. 9. - 24. 11. 2019 Galerie Villa Pellé v Praze
- Szellemek, 25. 5. - 1. 10. 2019 Ferenczy museum center v Szentendre
- LM, 23. 5. – 21. 6. 2015 Alšova jihočeská galerie v Hluboké nad Vltavou, Zámecká jízdárna
- Musa vs. Jágr, 20. 1. – 18. 3. 2016, Galerie Pro arte, Praha[5]
- Signatura, 6. 6. – 9. 7. 2017, Galerie Mánes, Praha[6]

## Společné výstavy
- Tatouers, tatoués, 26. 5. – 18. 10. 2015, Musée du Quai Branly, Paříž.[7]
- Blackout v Altamiře, 12. 4. –10. 6. 2016, Galerie Pro arte, Praha.[8]

## Ilustrace
- ŠINDELÁŘ, Martin, Sedm pádů listí, Praha, 2013.
- POE, Edgar Allan, Jáma a kyvadlo a jiné povídky, Praha : Albatros média, 2017.
- ESAZLESA, Společnost psů, ilustrace LP a CD, Praha : Day After Records, 2017.

## Další projekty
- Výmalba multikulturního prostoru Jatka 78, 2015.
- Scénografie pro představení Risk cirkusu La Putyka, 2013.
- Výtvarná spolupráce na představení Analog mezinárodního uskupení artistů Analog Cirkus, 2015.
- Design limitované edice vibrátorů s názvem Musa Edition pro WHOOP.DE.DOO, 2017.
- Projekt NADOTEK s organizací Debra czech 2018-2019